# Nová Ves u Klikova
Nová Ves u Klikova (německy Kößlersdorf, hovorově Najdorf) je zaniklá vesnice, část obce Rapšach v okrese Jindřichův Hradec v Jihočeském kraji. Leží při dolnorakouských hranicích. Ves se nachází v stejnojmenném katastrálním území. Na okraji katastrálního území protéká řeka Dračice. V roce 2011 zde trvale nikdo nežil, v obci je evidován jediný objekt – bývalá hájovna.

## Název
Německojazyčný název Kößlersdorf je odvozen od jména ředitele chlumeckého panství Hermana Kößlera. Do roku 1920 se souběžně používal českojazyčný název Nová Ves. Po přičlenění nedaleké Nové Vsi nad Lužnicí spolu s dalšími obcemi tzv. Vitorazska k Československu v roce 1920 nastala situace, kdy na území Třeboňského okresu bylo potřeba navzájem odlišit dvě stejnojmenné obce. Proto se začal užívat úřední název Nová Ves u Klikova, podle příslušného poštovního úřadu. Zároveň již nejstarší sklářská osada v 17. století je v pramenech označována jako „Huť u Klikova“ (také jako Skleněná Huť, Officina vitraria Chlumecencis, Chlumetzer Glasshütte).
V běžné mluvě se nejvíce používal – a stále používá – lidový název Najdorf.

### Stará huť
Nejstarším osídlením v místě byla sklářská osada při vrchnostenské sklárně založené roku 1753. V roce 1769 žilo u 115 osadníků – tavičů, tovaryšů, pomocníků, dřevorubců a jejich žen a dětí. Sklářská osada farou příslušela k poměrně vzdálenému kostelu v Lutové, tehdy jedinému farnímu kostelu na panství. (Zároveň při sklárně existovala kaple.) Pro vyčerpání zásob dřeva v okolí byla tato stará huť přesunuta roku 1782 severněji do místa, kde vznikla osada Nová Huť.
Na pasece vzniklé těžbou dřeva pro sklářskou huť následně vznikla Nová Ves. Podle archivářky Anny Smolkové musel být projekt založení Nové Vsi hotov již v roce 1789 (v mapách se tak lokalita nazývá „Nová Ves“ a také je k tomuto roku výslovně jmenována novoveská myslivna.

## Historie

### Nová Huť
V roce 1782 byla přeložena sklárna z lokality pozdější Nové Vsi do lesů blíže k Chlumu. Při sklárně vznikla osada Nová Huť (německy Fichtenthal). K zastavení provozu sklárny a odchodu sklářů došlo v roce 1826. Po zrušení sklárny zde vzniknul malý vrchnotenský dvůr Huťský dvůr (německy Hüttenhof). V osmdesátých letech 19. století byl dvůr přeměněn na sídlo polesí. Při lovech zde pobýval majitel panství a následník rakousko-uherského trůnu František Ferdinand d'Este.
Nová Huť patří katastrálně k Chlumu u Třeboně.

### Nová Ves
Novou Ves založil hrabě Jan František Fünfkirchen v letech 1791/1792 a pojmenoval ji Kößlersdorf podle ředitele zdejšího panství Chlum a svého rádce Hermana Kößlera (†  1807). Založení vesnice bylo součástí tzv. fünfkirchenovské kolonizace, která měla řešit tehdejší hlavní problém panství Chlum – nedostatek půdy pro domkáře a bezzemky. Zároveň podle historika Emanuela Janouška byla většina z padesáti příchozích kolonistů z německojazyčných oblastí, což byl na českém panství Chlum nový prvek.
Většina zástavby stála podél jedné strany cesty, která tak tvořila náves. Na dohled se nacházelo velké rašeliniště (oblast nynějšího Přírodní rezervace Široké blato), kde se v letním období se ručně těžila rašelina ve formě borek. Borky sloužily jako topivo mimo jiné v blízkých sklárnách.
Obec se postupně stala hlavním střediskem domácké výroby ze slámy v Čechách. Skoro v každé domácnosti se vyráběly slaměné ošatky oplétané borovými loubky (lidově slaměnky). Kromě toho se část obyvatel zabývala výrobou košů z borových loubků. Toto zboží nabízeli formou podomního obchodu, nazývaného místně „hamstr“, a to v širokých oblastech Čech i Rakouska.
Místní obecná škola byla do roku 1875 dvojjazyčná. Novostavbu německojazyčné školy, která byla otevřena v roce 1892, financoval spolek Deutscher Schulverein. (Německojazyčná škola byla zrušena po roce 1918 a znovuobnovena ve válečných letech). Novostavbu českojazyčné otevřela Ústřední matice školská v roce 1896 a existovala s přestávkou válečných let do vysídlení obce roku 1953.
Nejlidnatější byla obec v Nové Vsi v roce 1900, kdy zde žilo 564 obyvatel v 62 domech. Poměr obyvatel udávajících mateřský jazyk český a německý (53:47) byl tehdy vyrovnaný. Po roce 1918 (sčítání roku 1921) byli mezi 547 obyvateli obce napočteni 3 Němci. V obci bylo několik hostinců, obchod, školy, hájovna. Po roce 1918 byla postavena budova finančního stráže.
Obec byla v období nacismu v letech 1938–1945 součástí říšskoněmecké župy Niederdonau.
V květnu 1945 následoval odsun/vyhnání několika rodin do Rakouska. Dne 24. května 1945 byli zastřeleni tři občané z obce – mezi nimi i starosta Alfred Apfelthaler – partyzány Vladimíra Hobzy v Tušti.
V roce 1948 si místní obyvatelé svépomocí postavili kapli, která byla zbořena o několik let později.
Po komunistickém převratu v roce 1948 bylo při tzv. Akci Rapšach odsunuto „státně nespolehlivé obyvatelstvo“. Následovalo zřízení tzv. zakázaného a hraničního pásma.
Vylidněné a běžně nepřístupné území střežila v letech 1951–1989 rota Pohraniční stráže Tokániště.
Část bývalé obce (dolní konec vsi) po roce 1989 slouží jako obora pro vysokou zvěř, část (horní konec) jako pastevní ohrada pro skot.
Nová Ves u Klikova je přístupná po lesních cestách pro pěší nebo cyklisty (nikoli pro automobily). Lesní cesty vedou z Františkova (3 km), z Chlumu u Třeboně (9 km) nebo z rakouské obce Gopprechts (4 km). Novou Vsí prochází historicko-naučná cesta Pamětí Vitorazska.

## Přírodní poměry
V okolí se vyskytují skalní výchozy (skalní hřiby a viklany). Podél jižní hranice katastrálního území protéká řeka Dračice. Směrem k Nové Huti se nachází malé lesní rybníky Třetí rybník a Čtvrtý rybník. U státní hranice leží přírodní rezervace Široké blato a do katastrálníh území zasahuje přírodní rezervace Dračice.

## Obyvatelstvo
| Rok            | 1804 | 1843 | 1869 | 1880 | 1890 | 1900 | 1910 | 1921 | 1930 | 1950 |
| -------------- | ---- | ---- | ---- | ---- | ---- | ---- | ---- | ---- | ---- | ---- |
| Počet obyvatel |      | 473  | 489  | 517  | 548  | 564  | 537  | 547  | 414  | 206  |
| Počet domů     | 54   | 57   | 57   | 59   | 58   | 62   | 64   | 67   | 75   | 73   |

## Obecní správa
Při sčítání lidu v letech 1850–1949 Nová Ves u Klikova byla samostatnou obcí v okrese Třeboň. V následujícím období byla osada úředně zrušena a jako část obce Rapšach byla obnovena 1. ledna 2001 v okrese Jindřichův Hradec.

## Pamětihodnosti
- Kříž na skalce – jako zázrakem se na místě po celou dobu komunismu zachoval mohutný kamenný podstavec s daty 1808 a 1848, litinový kříž byl obnoven po roce 1989
- Památeční křížek – nápis upomíná na zaniklou ves („Zde stála obec Nová Ves / Kösslersdorf / založena L. P. 1791 / zanikla roku 1953 / IHS“), stojí na místě bývalé hasičské schráně od roce 2009, kdy se konal poslední velký sraz rodáků obce
- Křížek u Čtvrtého rybníka – při lesní cestě mezi Novou Vsí a Novou Hutí

## Osobnosti
V letech 1922 až 1926 na zdejší českojazyčné obecné škole vyučoval spisovatel Jaroslav Hamerský (1896–1937), část dětství zde prožil spisovatel Radovan Krátký (1921–1973).